# 萬里長情
《萬里長情》（英語：Down Memory Lane，前稱《華工血淚史》），是香港電視廣播有限公司拍攝製作的电视连续剧，全劇共30集，監製劉家豪。
此劇首播時收視持續低迷，首週平均收視22點，至結局週平均收視為26點。此劇亦成為萬梓良至今為止為無綫電視拍攝的最後一部作品。
此劇是令林文龍及郭可盈戲假情真成為情侶，後來於2004年3月10日結為夫妻。

## 故事大綱
無綫斥資遠赴馬來西亞及中國大陸實景拍攝，「萬里長情」勾劃出香港一個辛酸血淚的年代。演員的精湛演技演活一個人間有情的故事。
二十年代的香港販賣勞工（俗稱賣豬仔）的風氣盛行。李長旺（萬梓良）便是生於此年代的小居民，他樂於助人的性格，雖令他幫助了黃山（林文龍）和黃水（林嘉華），卻令他得罪了上司陳波（戴志衛），而被革去辛苦買來的消防員一職，波更串通周金榮（羅樂林）將旺販賣至印尼當豬仔，旺從此離鄉背井，過著為奴的生活。
旺於豬仔營中結識黃山（林文龍）、黃水（林嘉華）兩兄弟，與郵寄新娘（俗稱豬花）盧小燕（郭可盈），山、燕彼此愛戀，漸發展為一對戀人，水則不甘貧困，逃回香港後，勾結洋人，無惡不作，山決定與旺共同對付水。旺妻袁秀蘭（米雪）萬里尋夫，惜天涯海角無緣相見，後更因患重病流落新加坡。而旺在印尼認識了淩若楠（羅霖），楠本為礦場老闆之女，但不惜放棄一切跟從旺四處飄泊，攜手籌辦工運，為華工爭取福利。
楠雖對旺一往情深，但旺仍念念不忘秀蘭，及後與蘭重遇，她卻已改嫁，旺不由得萬分唏噓...... 長旺對秀蘭與孩子們仍苦苦相求，秀蘭面對恩與愛的兩難，不知如何是好。雷星輝可願將心愛女子拱手而還？此外，惡人黃水終逃不過上天制裁，死在黃山槍下。黃山判刑二十五年，小燕一往情深，默默守候......。

## 演員表

### 李家
| 演員   | 角色   | 關係/暱稱 |
| 萬梓良 | 李長旺 | 東莞荔枝村人，因逃荒攜家前往香港 香港警務處消防隊火燭鬼，後被上司陳波藉故革退，並意外賣往荷屬東印度當豬仔 袁秀蘭之夫 袁阿葵之婿 後得凌若楠之助，回港發展，出任念華茶樓及船務公司總經理 於上海重遇袁秀蘭，終與之復合 太平洋戰爭爆發，香港淪陷後被指與重慶國民政府、英軍合作，囚獄三年 重光後獲英國政府發還資產，成功重整念華集團，晉身香港富豪行列 1997年以高齡99歲，參與香港主權移交儀式。 黃水天敵 |
| 米雪   | 袁秀蘭 | 李長旺之妻 袁阿葵獨女 李長旺被擄後，得余大寶及安妮修女之助，前往印尼尋夫，遍嘗艱辛，惟不果 於新加坡蒙上海名醫雷星輝所救，在環境所迫後改嫁雷星輝 最終選擇與李長旺復合。 |
| 關海山 | 袁阿葵 | 袁秀蘭之父 李長旺丈人 為人愛出風頭，但有正義感；乃前清「讀書人」，懂醫術，曾嘗試治理肝癌末期的安妮修女 於李長旺回港前三個月離世。 |

### 黃家
| 演員   | 角色   | 關係/暱稱 |
| 黎宣   | 黃母   | 潮州人 黃水之母、黃山之养母 生活艱苦，後得凌若楠聘請，生活漸有改善，但對黃水胡作非為無能為力 黃水為其擺下壽宴時，與黃山衝突，因不堪兄弟相殘，急疾而亡。 |
| 林文龍 | 黃山   | 黃水之弟 盧小燕之夫 於廣東初遇李長旺，搭救其離開軍營。抵港後因生活所迫成為豬仔，曾得李長旺相救，後於荷屬東印度石場重逢。 回港協助李長旺打理生意，但被懷恨在心的兄弟黃水迫害 最終槍殺黃水，在凌若楠出面疏通後，以精神病患，無判斷能力為由，被判25年徒刑。 1957年出獄，與盧小燕復合，並出任念華集團副總經理。                   |
| 林嘉華 | 黃水   | 黃山之兄 地痞，為人「縮骨」，不學無術 在港曾得李長旺相救，後於荷屬東印度石場重逢。 與黃山、李長旺屢起衝突；最終偷竊凌若楠在港財物，成功於澳門創業，從事鴉片走私生意，並得澳門大老白頭英及警司麥拉倫支援。 因李長旺不願合作「豬仔」生意，兼之被其釜底抽薪，遂燒死李長旺一眾友人 兩度陷害黃山謀殺罪名，最終於警署內被黃山槍殺。 |
| 郭可盈 | 盧小燕 | 黃山之妻 豬花 本嫁與印尼石場華工「雜貨鋪」，但雜貨鋪於拜堂前被炸死，成為寡婦。 於荷屬東印度軍警鎮壓華工示威後，偕同黃山、黃水逃回香港 1957年黃山出獄後，終與之結婚。 |

### 凌家
| 演員   | 角色   | 關係/暱稱 |
| 曹達華 | 凌創山 | 創山公司創辦人，荷屬東印度僑領 凌若楠之父 華僑，後經營致富，亦為「豬仔」大行 對豬仔於巴達維亞示威猶豫不決，後因凌若楠不值所為，偷取其夾萬內資金，與長旺逃往香港。 後前往香港，與若楠和好 1939年病逝。                                                                                           |
| 羅霖   | 凌若楠 | 凌創山女兒 為人富同情心，欲改善豬仔生活 合謀與豬仔進行示威，惟被荷屬東印度軍警鎮壓 因不值凌創山態度，決定偷取其夾萬內資金，與長旺逃往香港。 痴心於李長旺，協助成立念華茶樓及船務公司，甚至成全與袁秀蘭復合，選擇默默陪伴長旺 最終與凌創山和好，並協助黃山買通香港政府醫生，最終令黃山可免一死。 |
| 談泉慶 | 大少   | 凌創山長子 為人殘暴，對豬仔採強硬手段，加長工時及擅自加重炸藥危害性命 建議軍警鎮壓華工工運 |
| 梁健平 | 凌若進 | 凌創山次子 個性細心隱忍，對兄長手段霸道不滿，低調聯合凌若楠對付長兄。 |

### 雷家
| 演員   | 角色   | 關係/暱稱 |
| 梁葆貞 | 雷老太 | 上海人 雷星輝之母 不滿李長旺謀求復合 後在長旺眾子女請求下，受感動，同意星輝大方讓愛之舉。 |
| 王偉   | 雷星輝 | 上海粵籍名醫 為人仁愛，精明強幹，具醫師典範；受邀前往新加坡交流醫學經驗，因故救助袁秀蘭 與袁秀蘭成婚，並返回上海，途經香港時，被李長旺偶遇。 李長旺抵達上海後，展開談判。 最終選擇大方讓愛。 青幫大老杜月笙、淞滬警備司令吳鐵城、楊虎主診醫生。 |

### 周家
| 演員   | 角色   | 關係/暱稱 |
| 羅樂林 | 周金榮 | 香港黑幫頭目 經營「偏門」生意，豬仔公司東主，重義氣 多次排解李長旺與陳波間糾紛 因海員大罷工導致豬仔無法離港，為黃山請命感動，協助讓其船優先離港 李長旺因再度得罪陳波，出手暗賣李往荷屬東印度 於妻女及李家打動下，最終同意放人，但為警司麥拉倫、陳波等以事件擴大為由拒絕，致李長旺被賣 最後與陳波決裂，擊斃對方後偕妻女逃往廣州 |
| 黃愷欣 | 余大寶 | 周金榮之妻 為人心狠手辣，但因女兒失明，決意洗心革面，故勸丈夫退出「偏門」 受李長旺家人感動，決意協助營救李長旺，惟失敗。 擊斃陳波後，陪同丈夫女兒逃往廣州。臨行前告知袁秀蘭，有關李長旺的行蹤。 |
| 林映輝 |        | 周金榮之女 失明人士，仁慈，不值父母經營豬仔生意 協助李家家人營救李長旺，惟失敗。 擊斃陳波後，陪同父母逃往廣州。 |

### 其他演員
- 戴志偉 飾 陳　波
- 羅蘭 飾 安妮修女
- 林家棟 飾 陳樹根
- 梁雪湄 飾 花姑娘

## 收視
以下為該劇於香港無綫電視翡翠台之收視紀錄：
| 週次 | 集數  | 日期                  | 平均收視            | 收視百分比 |
| ---- | ----- | --------------------- | ------------------- | ---------- |
| 1    | 01-05 | 1995年6月26日-6月30日 | 22點（123.9萬觀眾） | 59%        |
| 2    | 06-10 | 1995年7月3日-7月7日   | 22點（124.1萬觀眾） | 59%        |
| 3    | 11-15 | 1995年7月10日-7月14日 | 22點（約121萬觀眾） | 58%        |
| 4    | 16-20 | 1995年7月17日-7月21日 | 24點（131.5萬觀眾） | 65%        |
| 5    | 21-25 | 1995年7月24日-7月28日 | 26點（141.4萬觀眾） | 68%        |
| 6    | 26-30 | 1995年7月31日-8月4日  | 26點（143.7萬觀眾） | 68%        |

## 外部連結
- 無綫電視官方網頁(TVBI) - 萬里長情 （页面存档备份，存于）

## 電視節目的變遷
| 上一套： 男人四十一頭家 -6月23日 | 翡翠台第一綫劇集（1995） 萬里長情 6月26日-8月4日 | 翡翠台第一綫劇集（1995） 萬里長情 6月26日-8月4日 | 下一套： 總有出頭天 8月7日- |

| 香港無綫電視翡翠台 星期一至五 19:25-20:25 時段 | 香港無綫電視翡翠台 星期一至五 19:25-20:25 時段      | 香港無綫電視翡翠台 星期一至五 19:25-20:25 時段 |
| ---------------------------------------------- | --------------------------------------------------- | ---------------------------------------------- |
|                                                | 萬里長情 （1995.06.26 - 1995.08.04）                |                                                |
| 男人四十一頭家 （1995.05.29 - 1995.06.23）     | 總有出頭天 （第1-15集） （1995.08.07 - 1995.08.25） |                                                |